# Вальтер Шлегер
Вальтер Шлегер (нім. Walter Schleger, нар. 19 вересня 1929, Прага — пом. 3 грудня 1999) — австрійський футболіст, нападник.
Насамперед відомий виступами за клуб «Аустрія» (Відень), а також національну збірну Австрії.

## Клубна кар'єра
У дорослому футболі дебютував 1949 року виступами за команду клубу «Вінер Шпорт-Клуб», у якій провів два сезони, взявши участь у 46 матчах чемпіонату. 
1951 року перейшов до клубу «Аустрія» (Відень), за який відіграв 13 сезонів.  Більшість часу, проведеного у складі віденської «Аустрії», був основним гравцем атакувальної ланки команди. Завершив професійну кар'єру футболіста виступами за команду «Аустрія» (Відень) у 1964 році
Помер 3 грудня 1999 року на 71-му році життя.

## Виступи за збірну
1951 року дебютував в офіційних матчах у складі національної збірної Австрії. Протягом кар'єри у національній команді, яка тривала 12 років, провів у формі головної команди країни лише 22 матчі, забивши 1 гол.
У складі збірної був учасником чемпіонату світу 1954 року у Швейцарії, на якому команда здобула бронзові нагороди, а також чемпіонату світу 1958 року у Швеції.

## Титули і досягнення
- Бронзовий призер чемпіонату світу: 1954